# Смоленская война
Смоленская война, или русско-польская война 1632—1634 годов — война между Русским царством и Речью Посполитой, связанная со стремлением России вернуть Смоленск и прилежащие территории, вошедшие в состав Речи Посполитой по результатам войны 1609—1618 годов. Война велась в контексте внешнеполитического курса России XVI—XVIII веков, который был нацелен на решение трёх задач: присоединение западнорусских земель, обеспечение выхода к Балтийскому и Чёрному морям, а также достижение безопасности южных границ от набегов крымского хана. Накануне войны Россия пыталась склонить к совместным действиям против Речи Посполитой Швецию и Османскую империю, но безуспешно, и ей пришлось воевать без союзников.

## Предыстория
Война началась в период «бескоролевья» в Речи Посполитой. После смерти Сигизмунда III в 1632 году его сын Владислав не успел ещё утвердиться на престоле, и в Москве решили, что наступил благоприятный момент для реванша за поражение в войне 1609—1618 годов, когда были потеряны Смоленск и Северщина.
В Европе в это время бушевала Тридцатилетняя война. Польша входила в коалицию католических государств во главе с Габсбургами. В этой ситуации естественным союзником России стала ярая противница Габсбургов — протестантская Швеция. Вступление в войну России устраняло для шведов, сражавшихся в это время в Германии, угрозу войны на два фронта. Заключению более прочного союза между странами помешала смерть шведского короля Густава II Адольфа (1632). Россия вступила в войну в одиночестве.
В июне 1632 года, не дожидаясь нескольких месяцев до окончания срока действия Деулинского перемирия, русское правительство решило начать войну. 20 июня 1632 года состоялся Земский собор, на котором война была объявлена.
Для сбора армии русскому правительству пришлось сильно сократить численность войск на южных рубежах. Численность южных полков уменьшилась более чем вдвое, резко сократились и гарнизоны городов. Этим не замедлил воспользоваться крымский хан. 20 тысяч крымских татар разорили Мценский, Новосильский, Орловский, Карачевский, Ливенский и Елецкий уезды.
До августа 1632 года русское правительство не могло решиться на активные действия. Только 9 августа воевода Михаил Шеин получил приказ выдвинуться из Москвы в Можайск. Войска собирались в трёх пунктах. В Можайске собирался Большой полк Шеина; во Ржеве формировался Передовой полк князя Семёна Прозоровского и Ивана Кондырева; в Калуге собирался Сторожевой полк стольника Богдана Нагого. Большой полк должен был выдвинуться из Можайска на Дорогобуж и далее на Смоленск. Полки князя Прозоровского и Богдана Нагого должны были взять крепость Белую и другие города и крепости и соединиться с полком Шеина под Смоленском.
По плану численность армии должна была составить 32 000 человек, однако такой численности достичь не удалось и в армии воеводы насчитывалось около 24 000 человек, включая 3463 наёмников из Голландии, Шотландии, Швеции, Германии и Англии. Наёмники были разделены на четыре полка под командой полковников Александра Лесли, Ганса Фридриха Фукса, Якова Карла Хареслебена и Томаса Сандерсона. Значительную часть армии составляли полки иноземного строя. Это были шесть солдатских и один рейтарский полки, общей численностью 9978 человек.

## Ход военных действий
10 октября воевода Шеин получил приказ выдвинуться в Вязьму. 12 октября калужский отряд князя Ивана Гагарина взял Серпейск. Лишь 18 октября отряд Фёдора Сухотина овладел Дорогобужем, лежавшим на пути к Смоленску. Князь Прозоровский овладел крепостью Белой. 20 октября воевода Шеин выступил из Вязьмы на Смоленск. Осенние дожди и распутица затрудняли продвижение войск с тяжёлыми «нарядами» и обширным обозом. Самое тяжёлое орудие пришлось до весны оставить в Вязьме. В ноябре—декабре 1632 года русские войска на флангах действовали весьма успешно, овладев Невелем, Рославлем, Новгородом-Северским, Стародубом, Почепом, Себежем, Трубчевском и Суражем.
5 декабря 1632 года армия Михаила Шеина собралась под Смоленском. Шеин осадил город по всем правилам военного искусства, а русская артиллерия, установленная в укреплённых острогах, наносила крепости ощутимый урон. Однако для того, чтобы взорвать стену перед решительным штурмом, не хватило пороха, и Шеину пришлось ждать медлительного подвоза боеприпасов. За это время поляки успели заделать повреждения в стенах и башнях, а также насыпать за стенами земляные валы. 26 мая удалось взорвать часть стены, однако штурм бреши оказался неудачным, как и повторный штурм 10 июня. Сказывалась острая нехватка пороха, который поставлялся под Смоленск крайне скудно и медленно. Растянувшись по всему периметру города и охраняя тяжёлые орудия в острогах, русские войска утратили мобильность. Таким образом, когда к Смоленску в августе подступила 30-тысячная армия короля Владислава, войско Шеина оказалось в крайне затруднительном положении и было вынуждено отдать инициативу неприятелю.

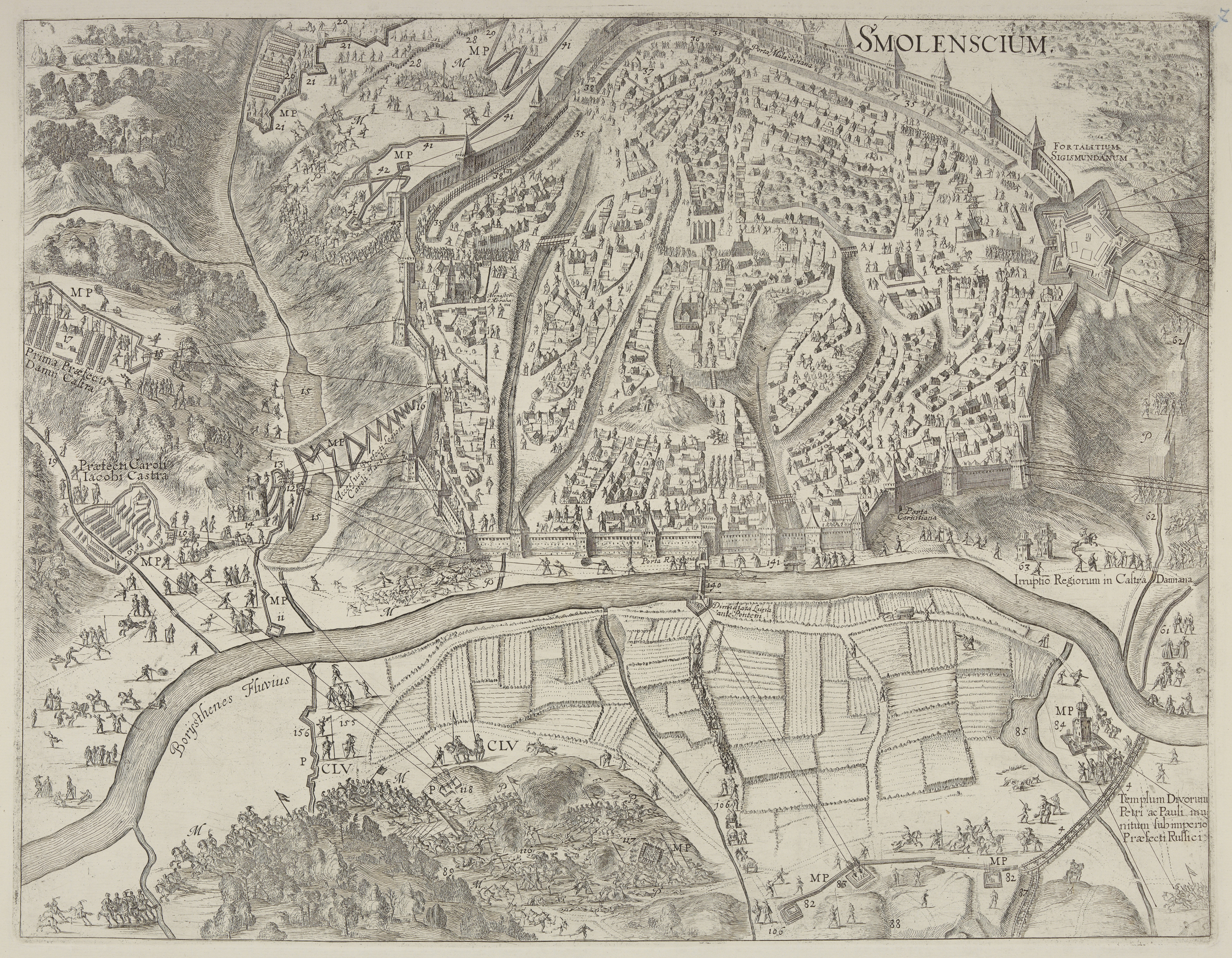
Осада Смоленска 1632—1633. Гравюра Вильгельма Гондиуса «План осады Смоленска». Данциг, 1636 г.

Атаки польских войск на русские укрепления были поначалу малоэффективными и сопровождались крупными потерями. Однако со временем польское численное превосходство, подкреплённое вылазками гарнизона, начало сказываться. Долго и героически оборонялся от поляков расположенный на Покровской горе полк Юрия Матейсона. Когда полк настолько поредел, что защита холма стала бесперспективной, Шеину удалось совершить искусный манёвр и вывести с Покровской горы всех оставшихся там солдат с пушками. Шеин и далее предпринял действия по консолидации своей армии, сняв группировку Прозоровского с западной стороны города. Причиной этого отступления стали в том числе дезертирства западных наёмников в русском стане, которых подкупом переманивал на свою сторону Владислав.
Тем временем, на северо-западном направлении отряд из Невеля, состоявший из псковичей, новгородцев и великолучан под предводительством Григория Радецкого совершил в июне опустошительный рейд на Полоцк, разорив посад и Нижний замок и уведя с собой значительное количество пленных. По причине немногочисленности отряда, ему не удалось взять Верхний замок и укрепиться в городе.
К этому времени положение русской армии значительно осложнилось. В июне 1633 года 5-тысячное войско запорожских казаков под предводительством полковника Якова Острянина смогло взять и разорить город Валуйки, а после этого осадить Белгород. Польская армия князя Иеремии Вишневецкого осадила Путивль. Русские воеводы, князья Гагарин и Усов, смогли организовать оборону и все атаки были отбиты, но Вишневецкому удалось сделать несколько разорительных рейдов по сопредельным волостям.
В середине июня 20-30 тысяч крымских татар под командой Мубарек-Гирея по Изюмскому шляху вошли на Русь. Это нападение стало результатом договорённостей, достигнутых посольством короля Владислава. Татары разорили Московский, Оболенский, Серпуховский, Тарусский, Алексинский, Калужский, Каширский, Коломенский, Зарайский, Рязанский, Пронский, Белёвский, Болховской и Ливенский уезды. Русскому правительству удалось организовать большой поход против татар, в 20-х числах августа 1633 года ногайские улусы подверглись разорению, и Мубарек-Гирей поспешил вернуться в Крым. Однако это успело сказаться на смоленской армии. Многие дворяне и дети боярские, чьи имения располагались вблизи «южных украин», самовольно покинули войско Шеина, чтобы защитить свои владения.

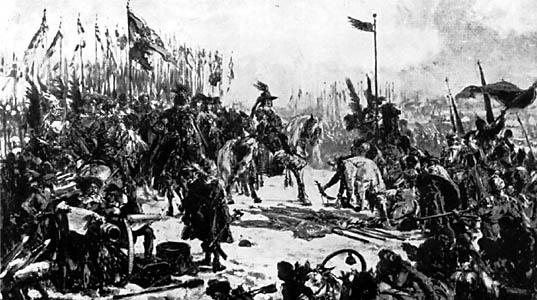
Владислав IV под Смоленском. Картина Яна Матейко

В войсках Шеина сложилась катастрофическая ситуация. Началось массовое дезертирство. Солдаты наёмных полков начали покидать позиции и уходить в польский лагерь. Дворяне «видя татарскую войну, что у многих поместья и вотчины повоеваны, и матери, и жены, и дети в полон поиманы, из-под Смоленска разъехались, а остались под Смоленском с боярином и воеводою немногие люди», докладывали в Москве. В полку князя Прозоровского дезертировали 3453 человека, а потери за всю кампанию составили всего 27 человек пленными и 319 убитыми и умершими от ран. Правительство пыталось воспрепятствовать этому, вводя жёсткие меры, но ничего не помогло: дворяне не желали выходить на службу, казаки и часть солдат сбивались в отряды, неподконтрольные воеводе, и возвращались домой. Один такой отряд атамана Анисима Чертопруда в декабре 1633 года насчитывал 3000 человек. Правительство смогло только организовать блокирование этих отрядов, после чего всех разоружали и отправляли по домам. Польская дипломатия достигла большого успеха. Гетман Радзивилл говорил: «Не спорю, как это по-богословски, хорошо ли поганцев напускать на христиан, но по земной политике вышло это очень хорошо».
28 августа 1633 года король пошёл на штурм русских позиций. Главный удар был направлен на Покровскую гору, где оборона была самой слабой. Сюда было направлено 8000 пехоты и конницы. Шанцы на горе занимал солдатский полк полковника Юрия Матейсона. 82 начальных человека и 1202 рядовых выдержали все атаки польско-литовских войск. Оборону прорвать не удалось, и король отступил, но сумел передать в гарнизон города немного припасов.
11 и 12 сентября королевская армия вновь пыталась взять Покровскую гору. Полк Матейсона вновь отбил все атаки, но 13 сентября воевода Шеин приказал оставить позиции. 18 сентября главный удар королевской армии был направлен на юго-западные позиции русской армии. Здесь сражался солдатский полк Генриха фон Дама, численностью около 1 300 человек. Все атаки были отбиты, но 19 сентября воевода Шеин приказал оставить и эту позицию. Сильно поредевшие войска воеводы не могли удерживать широкий фронт, который занимала осадная армия. На северо-западе 18 сентября сражался полк наёмников полковника Якова Карла Хареслебена. 19 сентября солдаты этого полка «перед рассветом вышли из этого шанца и вместе со своим предводителем убежали, отчасти в лагерь Леского (польского воеводы), отчасти в большой лагерь Шеина». 20 сентября главные бои разгорелись на юго-востоке. Здесь князь Прозоровский, после получения приказа об отходе, с трудом пробился в лагерь Шеина, сумев разбить сильный отряд противника.
На южном театре военных действий отряд под командованием Фёдора Бутурлина выступил из Путивля к Миргороду, большой острог которого был взят штурмом 30 сентября 1633 года. В крепости были захвачены до 50 пленных, из числа оборонявшихся до 300 человек были убиты и многие ранены. Небольшой части гарнизона удалось отсидеться в «малом острожке». В ходе рейдов были сожжены остроги Борзны, Батурина, Полтавы, Ичня.

### Капитуляция армии Шеина

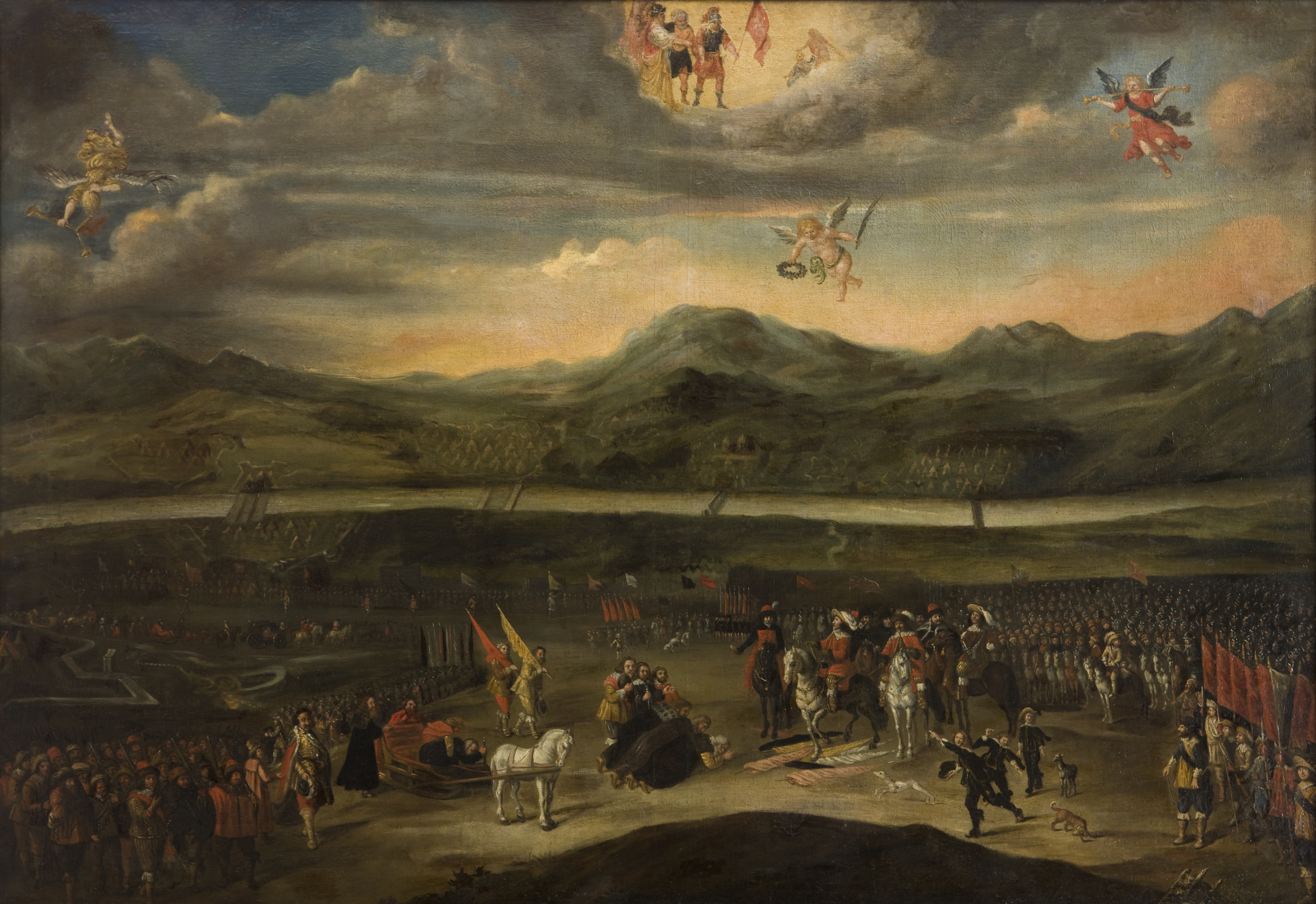
Капитуляция осадной армии Шеина перед королём Владиславом IV (Триумфальная картина ок. 1634, неизвестный польский художник)

Осада Смоленска закончилась, Шеин занял оборону в своем лагере. Воевода приказал рыть новые окопы, так как не хотел бросить осадную артиллерию. 9 октября армия короля заняла село Жаворонки, перекрыла Московскую дорогу и окружила армию Шеина. Прикрывавшие Жаворонкову гору полк наёмников полковника Томаса Сандерсона и солдатский полк полковника Тобиаса Унзена (тестя полковника Александра Лесли), атакованные гусарами, с большими потерями отступили в лагерь Шеина. Полного разгрома этих полков удалось избежать благодаря решительным действиям солдатского полка Александра Лесли, прикрывшего отход. В бою погиб полковник Унзен.
Осаждённая армия Шеина страдала от болезней, нехватки продовольствия и дров. В конце ноября 1633 русские попытались сделать вылазку из осаждённого лагеря, но эта затея провалилась. На военном совете 2 декабря Александр Лесли обвинил в этом провале полковника Сандерсона, заявил о его измене и застрелил полковника на глазах воеводы Шеина.
В январе 1634 года по инициативе короля Владислава начались переговоры. Комиссары собрались на Жаворонковой горе 14 февраля 1634 года. Воевода Шеин капитулировал. Воевода добился права вернуться в Москву, сохранив знамёна, 12 полевых орудий, «холодное оружие и мушкеты с зарядами», но оставив неприятелю всю осадную артиллерию и лагерное имущество. Узнав про условия договора, князь Прозоровский попытался взорвать наряд и пороховые запасы, но воевода Шеин не позволил князю этого сделать. Из оставшихся у Шеина 2140 наёмников после капитуляции половина перешла на службу к полякам. Всего с воеводой Шеиным из-под Смоленска ушло 8056 человек. Ещё 2004 человека больных и раненных остались в лагере на излечении. По условиям соглашения, после выздоровления они должны были вернуться в Россию.
В Москве поражение восприняли очень болезненно. Воевода Михаил Шеин был обвинён в государственной измене и вместе со своим помощником окольничьим Артемием Измайловым и его сыном Василием казнён в Москве 28 апреля 1634 года.

## Завершение войны, итоги и последствия

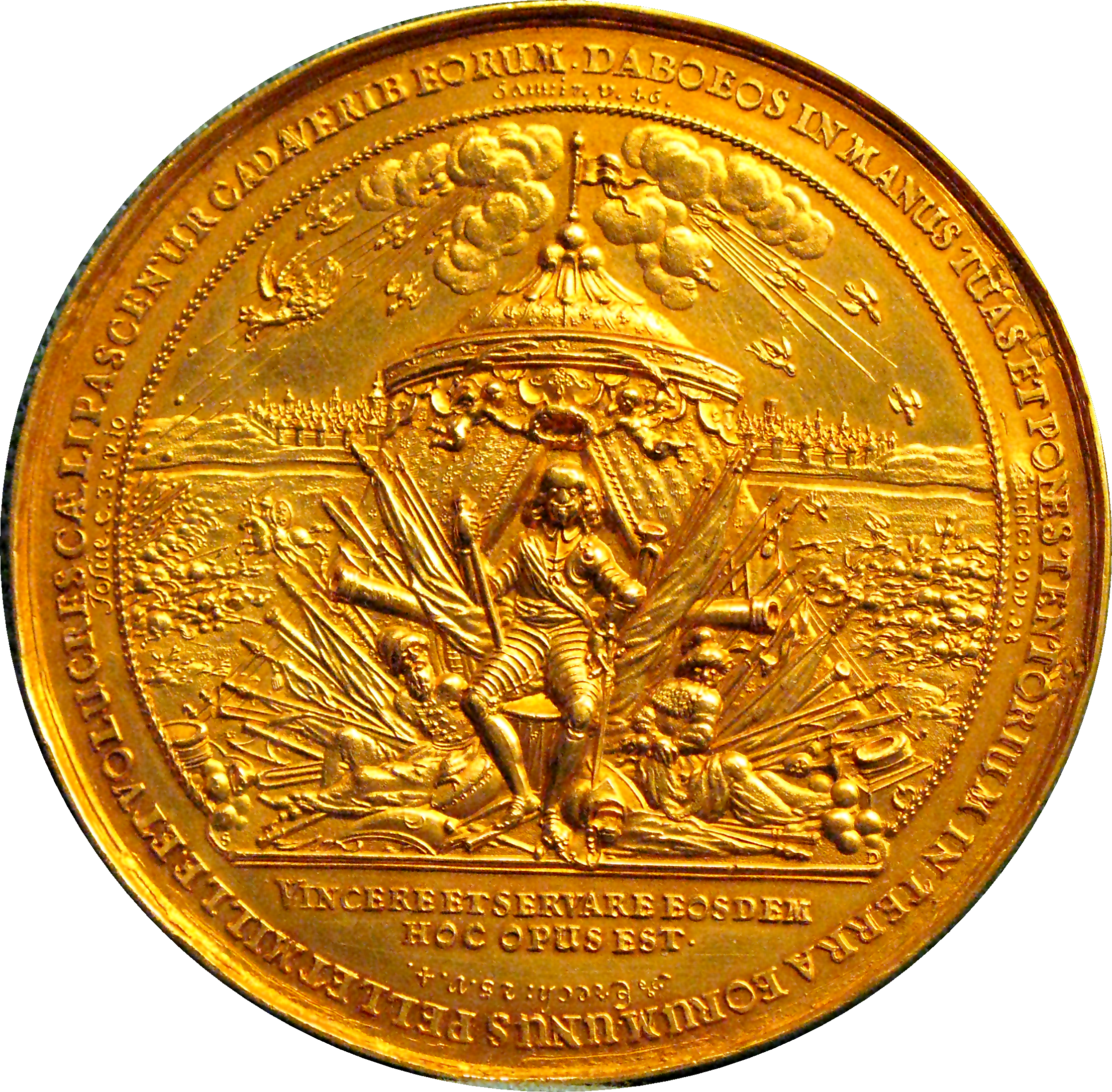
Памятная медаль в честь победы короля Владислава IV под Смоленском

Несмотря на успех под Смоленском, королю не удалось развить наступление. Путь на Москву прикрывала 10-тысячная русская армия во главе с князьями Дмитрием Черкасским и Дмитрием Пожарским. Провалилась попытка вернуть крепость Белую. Русский гарнизон в тысячу человек отбил все атаки основной польско-литовской армии. Ряд набегов конных отрядов, делавших ставку на фактор внезапности, на Серпейск, Рославль, Можайск, Калугу и Дорогобуж также не принёс польско-литовской стороне успеха. На южном направлении важную роль сыграла оборона Севска, задержавшая идущее в подкрепление королю 12-тысячное войско во главе с Иеремией Вишневецким и Лукашем Жолкевским.
4 (14) июня 1634 года в селе Семлёво на реке Поляновке был заключен «Поляновский мир» между Россией и Польшей, подтвердивший в основном границы, установленные Деулинским перемирием. К России отошёл только один город — Серпейск. По договору Владислав отказался от претензий на русский трон. Это стало возможным благодаря тому, что русские переговорщики умело воспользовались постоянной нехваткой личных средств выбираемого шляхтой короля и просто выкупили у него титул Великого князя Московского.
Опыт этой войны сказался на дальнейшем развитии русской армии, поскольку самыми боеспособными частями оказались полки иноземного строя. В дальнейшем правительство продолжило формирование этих полков, одновременно отказавшись от наёмников. Смоленская война также показала невозможность решения крупных военно-политических задач на западе без обеспечения должной обороны южных уездов. Поэтому уже в 1635 году для защиты южных границ от крымских татар и ногайцев начались работы по сооружению новой оборонительной линии — Белгородской черты.